# ドゥイユ＝ラ＝バール
ドゥイユ＝ラ＝バール （Deuil-la-Barre）は、フランス、イル＝ド＝フランス地域圏、ヴァル＝ドワーズ県のコミューン。

## 地理
パリのノール・デ・ポルトから約9マイル、モンモランシーの森から外れた丘の上にある。セーヌ＝サン＝ドニ県とヴァル＝ドワーズ県との交差路に位置し、ほとんどが郊外都市の様相で、本質的に、果樹園や森のある丘陵をそなえた魅力的な村の名残をとどめる。北を県高速道311号線が通り、南には928号線が通る。鉄道駅はトランジリアンのドゥイユ-モンモランシー駅、ラ・バール-オルメッソン駅がある。

## 歴史
考古学的発見から、ガロ＝ローマ時代より人が定住していたことが証明されている。地名はケルト語で低い土地を意味するDiogiloから生じたとみられている。これは温泉、池の存在を意味している。
ラテン語名のDyoiluinが示されたのは5世紀、ドゥイユで殉教したとされる聖ウジェーヌの伝記においてであった。村と教会の発祥は謎に包まれているが、少なくともサン＝ドニ修道院の聖職者たちは9世紀にその存在に触れている。メロヴィング朝期のドゥイユ領主エルコルドは、眠りについている間にトレド司教にして聖ディオニシウスの友である聖ウジェーヌがローマ人に殺害され、遺体が湖に投げ込まれたという神秘的な警告を受けた。予言どおりに聖人の亡骸は発見された。そこには遺体を運び出すための重い石棺とそれを引くウシがあった。石棺を運ぶウシが止まったところに教会が建てられた。その名は聖なる場所を意味するDivolaïlumとなり、それがドゥイユとなった。
ドゥイユの荘園はサン＝ドニ修道院の所有だった。バールとオルメッソンの2つの集落は修道院に依存していた。やがてドゥイユ（当時の名はDiogilum）の領主はモンモランシー家となった。数世紀にわたり、ドゥイユ＝ラ＝バールは、大半がブドウ畑で占められた小さな農村だった。
フランス革命にともない、ドゥイユ教区は自治体となった。1952年、ドゥイユの一地区であったバールの名がコミューン名に付け加えられた。

## 行政
ドゥイユ＝ラ＝バールは、モンモランシー通常裁判所、同様にポントワーズの大審裁判所・商業裁判所管内に属する。

## 姉妹都市
- フランクフルト・アム・マイン、ドイツ
- ヴァーチ、ハンガリー
- ウィンスフォード、イギリス
- ロウリーニャ、ポルトガル